# Tillsammans (sång)
Tillsammans är en sång som framfördes i Melodifestivalen 1979 där Tomas Adolphson och Anders Falk stod för både text och musik. Låten slutade på en 6:e plats med 58 poäng och släpptes som singel samma år med "Tensta torg" som B-sida. Texter handlar att man vi kan nå någonstans om vi stöder varandra.